# Roque Dalton
Roque Dalton (né le 14 mai 1935 à San Salvador et mort le 10 mai 1975 dans la même ville) est un poète, nouvelliste et essayiste salvadorien.

## Biographie
Il est le fils de Winaldo Agustin Dalton et de María García Medrano. Il est éduqué par les jésuites à l’externat de San José. Il part à Santiago du Chili pour étudier le droit et retourne à San Salvador pour terminer ses études.
En 1957, avec d’autres étudiants salvadoriens, il participe en URSS au Festival mondial de la jeunesse et des étudiants pour la paix et l'amitié. Durant ce séjour, il rencontre des politiques et intellectuels influents comme le révolutionnaire nicaraguayen Carlos Fonseca (fondateur du FSLN), le poète guatémaltèque Miguel Ángel Asturias (prix Nobel de littérature en 1967), le poète argentin Juan Gelman et le poète turc Nazim Hikmet. À son retour, il adhère au Parti communiste salvadorien.
En 1956, il fonde le Cercle littéraire universitaire en collaboration avec le poète guatémaltèque exilé au Salvador Otto René Castillo. D'autres poètes salvadoriens comme Manlio Argueta, José Roberto Cea et Tirso Canales participent à cette initiative. Dalton est considéré dès lors comme une des voix les plus influentes de la Génération engagée (Generación comprometida).
Il est emprisonné en 1959 pour sa participation aux émeutes contre le président José María Lemus, et condamné à mort, mais sauvé de l'exécution par un coup d’État contre le président José María Lemus survenu la veille de la date d’exécution prévue. À nouveau condamné à mort, il s'échappe à la faveur d'un tremblement de terre qui fait s'effondrer les murs de sa prison. Par la suite Roque Dalton parcourt le monde, notamment l’Union soviétique et la Corée du Nord, passa de longues périodes au Mexique, en Tchécoslovaquie et à Cuba.
Roque Dalton participe à l’œuvre de poètes comme Oswaldo Escobar Velado et Pedro Geoffroy Rivas qui impulsent une œuvre réaliste en décrivant la situation économique et sociale, dénonçant aussi les responsables de la situation.

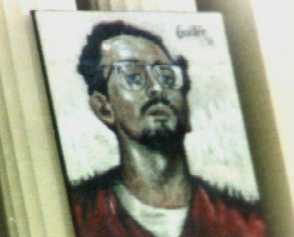
Carlos Fonseca
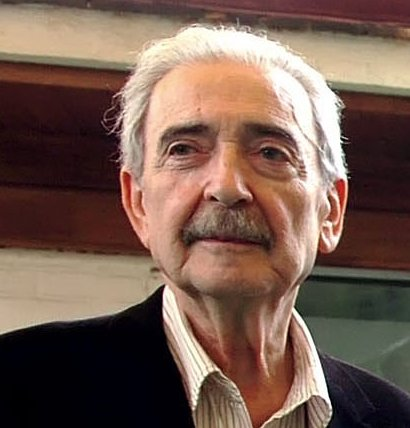
Juan Gelman
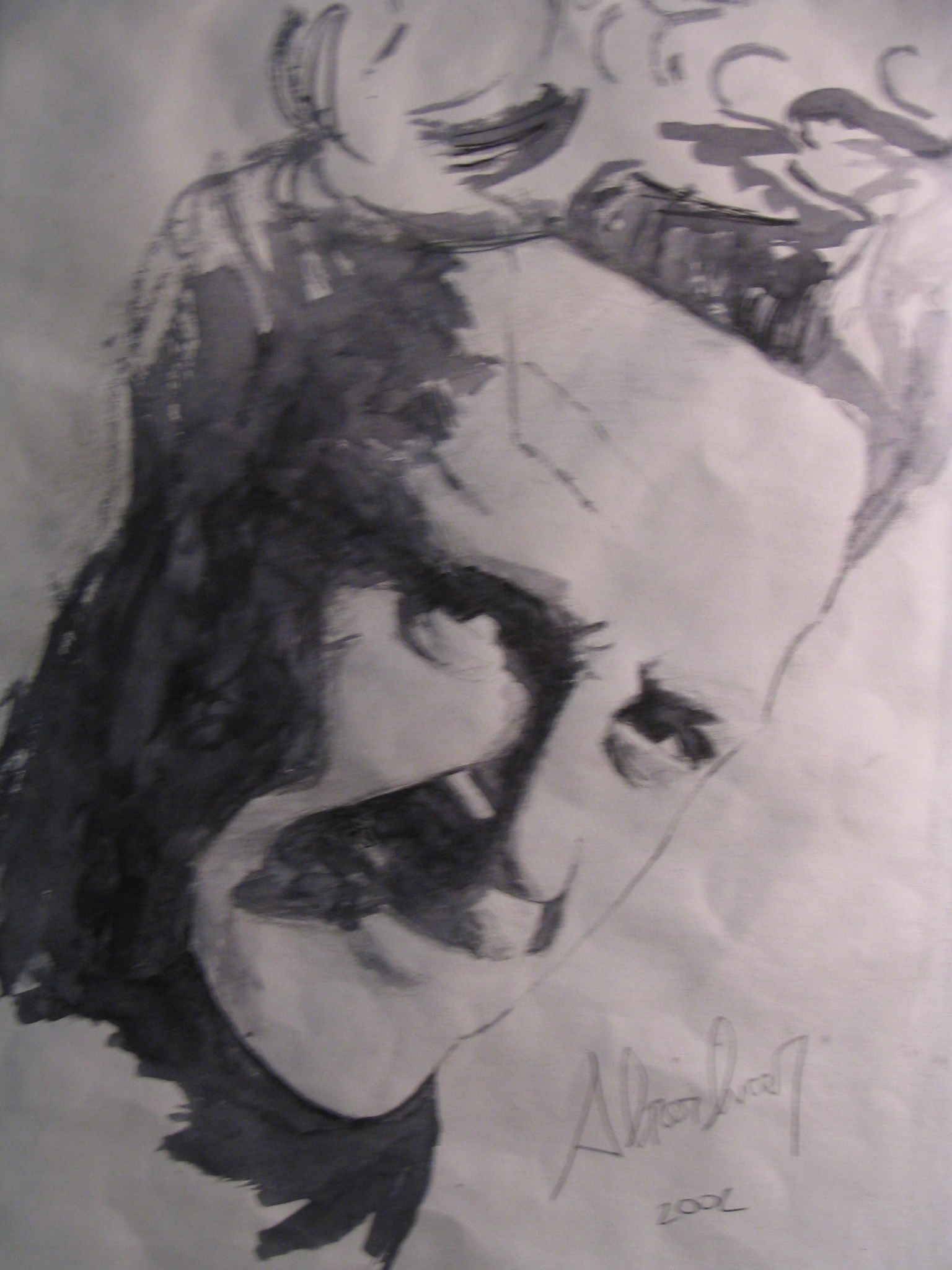
Nazim Hikmet

## Assassinat
En 1975, il était de retour à El Salvador travaillant dans la clandestinité. Ce fut une période difficile pour l'ERP, au sein de laquelle existait une tendance marxiste (dont Dalton Roque était proche) et une tendance social-démocrate. Ce serait dans une maison du quartier de Santa Anita à San Salvador, que Roque et Armando Arteaga dit « Pancho » ont été assassinés, probablement sur ordre de Joaquín Villalobos, sous le chef d'accusation d'être agents de la CIA des États-Unis. Il a également été accusé d'intelligence avec Cuba, peut-être une des « circonstances aggravantes » pour son assassinat. Les accusations ont été réfutées par la suite. Son assassinat déclenche une forte crise au sein de l'ERP, aboutissant au départ de 2 000 guérilleros qui créent alors la Résistance nationale. Plus d'un an après l'assassinat, Villalobos dirigea l'ERP et par la suite fit partie du commandement général du Front Farabundo Martí de libération nationale du Salvador (FMLN) et en cette qualité, fut signataire des accords de paix en 1992 avant de renier son passé révolutionnaire et de s'associer à la droite. Cependant, on ne sait pas qui a appuyé sur la gâchette ni avec précision, où il a été assassiné. Deux versions existent : la plus probable dans le quartier Santa Anita, au sud de la capitale, l'autre à El Playón, endroit où se trouve la lave séchée du volcan San Salvador.

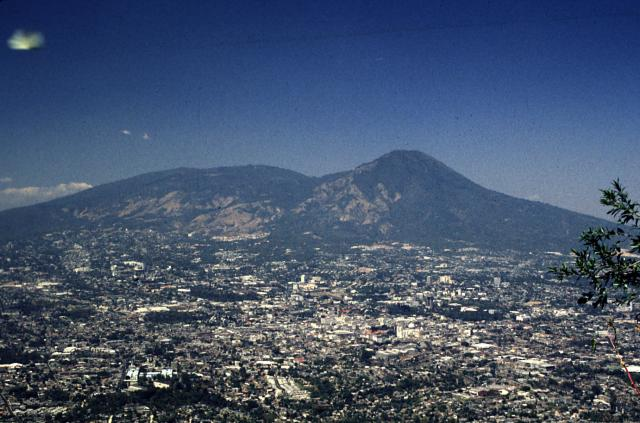
Volcan San Salvador.

## Actualités
Après la signature des accords de paix, en 1992, ses écrits ont été diffusées normalement et font partie du programme officiel de l'éducation salvadorienne. Entre 2005 et 2008 paraissent trois volumes de sa poésie complète dans le cadre de la Concultura de l'État, le travail a été guidé par le poète et essayiste  salvadorien Rafael Lara Martínez. Le premier volume est préfacé par Luis Melgar Brizuela. Le deuxième et troisième volume ont été respectivement préfacés par les poètes Luis Alvarenga et Miguel Huezo Mixco, eux aussi « daltoniens ».
Le roman Pauvre poète que j'ai été, publié un an après sa mort par EDUCA, réalisé par Italo López Vallecillos, jette un regard sur sa génération littéraire (Generation Comprometida). S'y expriment différents personnages (Alvaro, en référence à Álvaro Menéndez Leal) Arthur, qui rappelle le dramaturge Roberto Arturo Menendez, Robert, qui est à la fois Roque Dalton et une fois Roberto Armijo. Dans l'ensemble, c'est un roman qui rassemble des notes  personnelles, souvenirs de capture et de fuite de la prison de Cojutepeque en 1964, le climat intellectuel du Salvador en 1956 avec les grands problèmes politiques du pays, et de l'engagement de l'écrivain. Le chapitre intitulé Le Parti (El Party) est une perte du sens de l'humour sous la forme d’un « Bildungsroman » de la Génération engagée.
Vingt-cinq ans après son assassinat, en 2000, le poète et peintre Salvador Javier Alas a publié la première biographie complète de cet auteur, sous le titre Roque Dalton, le temps du poète (El turno del poeta). En 2002, le poète Luis Alvarenga a aussi publié un ouvrage plus vaste, Le Cerf chassé (El ciervo perseguido). En 2006, le spécialiste de Roque Dalton, Luis Melgar Brizuela, a défendu au Colegio de Mexico, une vaste thèse de doctorat sur l'auteur du Poème d'amour (Poema de amor). De même, en 2010, Alvarenga a écrit sa thèse de doctorat sur Dalton, défendue à l'Université centraméricaine José Simeón Cañas.

## Œuvres
- La Fenêtre  sur le visage (La ventana en el rostro), 1962.
- Le Temps de l'offensé (El turno del ofendido), Mexique, 1964.
- Miguel Mármol, Costa Rica, 1972.
- Pauvre poète que j'ai été (Probecito poeta que era yo...), Costa Rica, 1975
- Monographie sur le Salvador (Monografia sobre el Salvador), La Havane.
- Tavernes et autres lieux (Tabernas y otros lugares, 1969, prix Casa de las Américas
- Poèmes clandestins (Poemas clandestinos, Salvador, 1975.
- Histoires interdites du petit Poucet (Historias prohibidas del Pulgarcito), Mexique, 1975.
- Un livre rouge pour Lénine (Un libro rojo para Lenin), Managua, 1970-1973 (ouvrage posthume).

Il est le créateur de la pièce poétique Poema de amor, où il stigmatise certaines caractéristiques des Salvadoriens au cours du temps. Cette pièce a été utilisée comme hymne national par une majorité des gens, dont beaucoup se trouvaient à ce moment-là à l'extérieur du Salvador.
40 ans après avoir été rédigés, ses textes sont toujours d'actualité et ont été publiés dans divers pays durant les années 1960 et 1970.

### Traductions en français
- Poèmes clandestins (Le Temps des Cerises, 2004)
- Les histoires interdites du Petit Poucet (L'Harmattan, 2005)